# Bockelkathen
Bockelkathen ist ein Ortsteil der Gemeinde Lüdersburg im Landkreis Lüneburg in Niedersachsen und liegt im Biosphärenreservat Niedersächsische Elbtalaue.

## Geografie und Verkehrsanbindung
Der Ort liegt südlich des Kernortes Lüdersburg. Die Landesstraße L 219 verläuft nordöstlich. Die Neetze, ein Nebenfluss der Ilmenau, fließt 800 Meter entfernt südlich und die Elbe 7 km entfernt nördlich.